# Palpopleura jucunda
Palpopleura jucunda là một loài chuồn chuồn ngô thuộc họ Libellulidae. Nó được tìm thấy ở Angola, Botswana, Cộng hòa Dân chủ Congo, Bờ Biển Ngà, Ethiopia, Kenya, Malawi, Mozambique, Namibia, Nigeria, Nam Phi, Sudan, Tanzania, Uganda, Zambia, Zimbabwe, và có thể Burundi. Các môi trường sống tự nhiên của chúng là đầm lầy và đầm nước ngọt có nước theo mùa.